# 17歳は止まらない
『17歳は止まらない』（じゅうななさいはとまらない）は、2023年8月4日に公開された日本映画。監督は北村美幸、主演は池田朱那。
2021年6月に東映ビデオが新たな才能を発掘するために立ち上げたプロジェクト「TOEI VIDEO NEW CINEMA FACTORY」に応募された309本の企画と脚本の中から第1回製作作品に選ばれた。
農業高校で畜産を学ぶ女子高生の友情や恋愛を描くとともに、家畜たちから「命をいただく尊さ」を学び、動物たちの生と死に向き合う姿が描かれる。

## あらすじ
瑠璃は農業高校で畜産を学ぶ2年生で、女手一つで育ててくれた母と二人暮らしをしている。家計を助けるためにアルバイトをしながら学校生活を過ごしており、クラスメイトのモモ、彩菜、くるみとともに、「普段の食事は動物たちの命をいただいている」という思いを持ち、家畜たちから「命をいただく尊さ」を学んでいる。
ある日、瑠璃はモモと近隣の高校で開催される文化祭へ遊びに行き、同い年のマサルを紹介され、彼女に惹かれたマサルに猛アタックをかけられる。だが、瑠璃は同世代の男子には興味がなく、同じ学校の教師の森に想いを寄せている。

## キャスト
瑠璃
演 - 池田朱那
農業高校畜産科の2年生。素直で明るくて等身大の17歳。
自分の気持ちに正直すぎるため、周りが見えなくなる危なっかしい一面もある。
モモ
演 - 片田陽依
瑠璃のクラスメイト。中学時代からの親友で瑠璃の理解者。マサルを瑠璃に紹介する。
彩菜
演 - 白石優愛
瑠璃のクラスメイト。真面目な印象で、個性的な女子たちのまとめ役。
くるみ
演 - 大熊杏優
瑠璃のクラスメイト。あざとくて女子力が高く畜産科で一番ませている。
森
演 - 中島歩
農業高校の教師。畜産科の女生徒から人気がある。瑠璃がずっと想いを寄せている。
マサル
演 - 青山凱
近隣の高校の男子生徒。瑠璃に一目惚れし一途に好きになる。
最初はチンパンジーと言われてしまうが、次第に関係性が変化していく。
ユキ
演 - 中澤実子
瑠璃たちの先輩。優しくて女子力が高く、瑠璃が憧れている。
山本
演 - ジョカベル美羽
農業高校の教師。瑠璃たちの担任。
その他（役名不詳）
- 安部夏音[2]、三好紗椰[2]

## スタッフ
- 監督・脚本 - 北村美幸
- 音楽 - 林魏堂
- 主題歌 - カネヨリマサル「GIRL AND」（Getting Better/Victor Entertainment）[3]
- 製作 - 與田尚志
- プロデューサー - 佐藤現、岡田真、久保和明
- 撮影 - 田宮健彦
- 録音 - 飴田秀彦
- 美術 - 貝原クリス亮
- 編集 - 清野英樹
- 制作プロダクション - レオーネ
- 製作・配給 -  東映ビデオ